# Aglaophenia harpago
Aglaophenia harpago is een hydroïdpoliep uit de familie Aglaopheniidae. De poliep komt uit het geslacht Aglaophenia. Aglaophenia harpago werd in 1965 voor het eerst wetenschappelijk beschreven door Schenck. 